# Niedriglohnland
Als Niedriglohnland (umgangssprachlich auch Billiglohnland, englisch low-wage country) gelten Staaten, in denen die Arbeitskosten deutlich unter dem Durchschnitt anderer Staaten liegen (so genanntes „Lohngefälle“). Gegensatz ist das Hochlohnland.

## Allgemeines
Maßstab ist die volkswirtschaftliche Kennzahl der Arbeitskosten. Diese sind von Staat zu Staat für vergleichbare Erwerbstätigkeiten unterschiedlich, so dass sie Ursache für eine Arbeitsmigration sein können. Durch das Bestimmungslandprinzip (oder durch einen Mindestlohn) schützt ein Hochlohnland einerseits seine erworbene Produktivität und seinen Wohlstand, andererseits gibt es den Niedriglohnländern die Möglichkeit, durch Lohnkonvergenz nachzuziehen. Denn die Arbeitsmigration kann dazu führen, dass im Niedriglohnland Arbeitskräfte knapp werden und im Hochlohnland ein Angebotsüberschuss an Arbeitskräften – also Arbeitslosigkeit – entsteht. Daraus ergibt sich eine Nivellierungstendenz der Arbeitskosten (steigende im Niedriglohnland, sinkende im Hochlohnland).
Niedriglöhne gibt es auch in hochentwickelten Industrienationen, darunter in den USA und zunehmend auch in Deutschland. Sie gehören deshalb jedoch nicht zu den Niedriglohnländern, weil statistisch die Niedriglöhne lediglich einen geringen Anteil an den durchschnittlichen Arbeitskosten ausmachen.
Oft gehen mit den Niedriglöhnen auch schlechtere Arbeitsbedingungen einher mit geringen Standards bei Arbeitssicherheit, Arbeitsschutz, erlaubte Kinderarbeit, fehlender Kündigungsschutz oder niedriger Qualifikation.

## Einstufung als Niedriglohnland
Wann ein Staat als Niedriglohnland eingestuft werden kann, ist umstritten. Die Weltbank bezeichnet alle Länder mit einem durchschnittlichen Pro-Kopf-Einkommen von weniger als 995 US-Dollar pro Jahr als Niedriglohnland. Andere Autoren gehen davon aus, dass alle Staaten als Niedriglohnland gelten, wenn ihr Lohnniveau mindestens 50 % unter dem Niveau Deutschlands liegt. So standen im Jahr 2004 dem durchschnittlichen Monatsgehalt von mehr als 4.000 Euro eines Softwareentwicklers in Deutschland ein durchschnittliches Monatseinkommen von 850 Euro in Lettland, 450 Euro in Indien, oder gar nur 50 bis 150 Euro in der südostasiatischen Region gegenüber. Beide Definitionen sind problematisch, weil erhebliche Unterschiede in der Kaufkraft einen Vergleich erschweren. Das kann durch Kaufkraftbereinigung oder einen Kaufkraftstandard behoben werden.

## Wirtschaftliche Aspekte
Der Ökonom Adam Smith ging im März 1776 davon aus, dass sich Außenhandel dann lohnt, wenn ein Gut in einem Land kostengünstiger hergestellt werden kann als im Ausland; hieraus entwickelte er in seinem Werk Der Wohlstand der Nationen die Theorie der absoluten Kostenvorteile. Smith betrachtete lediglich die Arbeitskosten, so dass ein Land mit höheren Arbeitskosten bestimmte Produkte von einem anderen Land importieren kann, wo die Arbeitskosten für diese Produkte niedriger sind. David Ricardo ging 1817 einen Schritt weiter und hielt Handel auch dann für vorteilhaft, wenn eines der Länder alle Produkte billiger anbieten kann (komparativer Kostenvorteil).
Die heutige Einstufung der unterschiedlichen Arbeitskosten bedient sich der so genannten Atlas-Methode und erfolgt nach der Höhe des erwirtschafteten Bruttonationaleinkommens (englisch gross national income, GNI) pro Kopf (Pro-Kopf-Einkommen). Das GNI ist im Volkswirtschaftlichen Gesamtrechnungssystem der UNO von 1993 an die Stelle der früher verwendeten volkswirtschaftlichen Kennzahl Bruttosozialprodukt (GNP) getreten. Es enthält alle von Inländern erzielten Einkommen, unabhängig davon, ob dies im Inland oder Ausland geschehen ist. Solange die hohen Arbeitskosten durch eine hohe Arbeitsproduktivität gerechtfertigt werden, stellen sie keinen Wettbewerbsnachteil zu anderen Staaten dar. Niedriglohnländer besitzen dagegen einen Wettbewerbsvorteil gegenüber Hochlohnländern, weil erstere wegen der geringen Arbeitskosten billiger produzieren können. Das ist jedoch nicht immer möglich, weil in Niedriglohnländern weder qualifiziertes Arbeitspersonal noch die (industrielle) Infrastruktur vorhanden sind.
Globalisierung bedeutet auch, dass Teilbereiche der Wertschöpfungskette von Hochlohnländern in relativ arme Niedriglohnländer verlagert werden (etwa der Karosseriebau in der Automobilindustrie), sofern Qualifizierung und Infrastruktur vorhanden sind. Diese Verlagerung heißt Outsourcing oder interkontinental Offshoring. So hat zwischen 1990 und 2007 stückzahlmäßig die Automobilproduktion in den Hochlohnländern um 5 % zugenommen, in den Niedriglohnländern jedoch um 251 %. Wird in einem Hochlohnland produziert, kommen zur längeren Fertigungszeit noch die hohen Arbeitskosten und zusätzlich die höheren Gemeinkosten hinzu. Daraus ergeben sich bereits große Preisnachteile, die vom Markt kaum akzeptiert werden.

## Niedriglohnländer international
Kaufkraftbereinigt galt weltweit 2017 Liberia mit einem Bruttonationaleinkommen (BNE) pro Kopf von 710 US$ als ärmstes Niedriglohnland, gefolgt von Zentralafrikanische Republik (730), Burundi (770), Demokratische Republik Kongo (870), Niger (990), Malawi (1.180), Mosambik (1.200), Südsudan (1.440), Sierra Leone (1.480), Eritrea (1.500), Madagaskar (1.510), Komoren (1.570), Togo (1.620), Gambia (1.670), Guinea-Bissau (1.700), Burkina Faso (1.810) und Uganda (1.820). Erst danach folgte der erste nicht-afrikanische Staat mit Haiti (1.830). Das ärmste Niedriglohnland Europas ist der Kosovo (11.050), gefolgt von Albanien (12.120), Bosnien und Herzegowina (12:880), Serbien (14.040), Nordmazedonien (14.590), Montenegro (19.150), Bulgarien (20.500), Kroatien (24.700), Rumänien (25.150) oder Türkei (26.150).
Berücksichtigt man die Arbeitskosten in Euro pro Stunde, so gehörten in der Europäischen Union folgende Staaten zu den Niedriglohnländern:
| Land              | 2007  | 2017  |
| ----------------- | ----- | ----- |
| Europäische Union | 22,80 | 26,80 |
| Bulgarien         | 2,10  | 4,90  |
| Rumänien          | 3,90  | 6,30  |
| Litauen           | 4,30  | 8,00  |
| Lettland          | 3,70  | 8,10  |
| Ungarn            | 6,70  | 9,10  |
| Polen             | 6,70  | 9,40  |

Typische europäische Niedriglohnländer sind demnach Bulgarien, Rumänien oder Litauen. Je weiter östlich oder südöstlich ein Staat liegt, umso eher gehört er zu den Niedriglohnländern. Der Zeitvergleich zeigt die deutlich gestiegenen Arbeitskosten; ein empirischer Beweis für die eingetretene Lohnkonvergenz.

## Chancen und Risiken im globalisierten Wettbewerb
Das Lohngefälle zwischen Industrienationen und Niedriglohnländern bietet Unternehmen in Industrienationen Anreize zum Outsourcing, Offshoring oder Nearshoring, obgleich dem auch hohe Risiken gegenüberstehen, welche die vermeintlichen Kostensenkungen konterkarieren können.

### Chancen der Produktionsverlagerung in Niedriglohnländer
- Vorteilhaft ist u. a. die Chance auf Wirtschaftswachstum und Entstehung zahlreicher Arbeitsplätze – auch in wirtschaftlich benachteiligten Regionen.
- Während in Industrieländern gering entlohnte Arbeit und teilweise ganze Produktionsprozesse aus Gründen der Kostenersparnis an Outsourcing- und Subunternehmen ausgelagert werden, erlaubt es die Lohnstruktur der meisten Niedriglohnländer, diese Aufgaben im eigenen Unternehmen zu halten.
- Günstige Preise für Verbraucher.
- Lohndumping verschafft in den exportierenden Niedriglohnländern für dortige Exporteure Wettbewerbsvorteile gegenüber konkurrierenden Exporteuren aus Hochlohnländern.[11]
- Auch niedrige oder fehlende Sozialstandards durch geringe oder fehlende Lohnnebenkosten und Arbeitsbedingungen (Arbeitssicherheit, Arbeitsschutz, Kinderarbeit usw.) verbessern die Wettbewerbsvorteile in Niedriglohnländern.

### Risiken der Produktionsverlagerung in Niedriglohnländer
- Signifikanter Mehraufwand für Kommunikation, Koordination, technische Infrastruktur.
- Erhebliche geopolitische Unsicherheiten und politische Risiken (regionale Kriege, ethnische und religöse Konflikte sowie Terrorgefahren).
- Massive Infrastrukturprobleme (Gesundheitsversorgung, hygienische Zustände, Strom- und Wasserversorgung, Verkehrswegeanbindung).
- Starke Mitarbeiterfluktuation.
- Führungsprobleme (ergänzend auch Weigerung des Managements oder der Familienangehörigen zum Wohnortwechsel).
- Kulturelle Unterschiede und sprachliche Schwierigkeiten, die oft Missverständnisse auslösen.
- Nachteilig ist das häufige Fehlen von Arbeitsschutz und Arbeiterrechten, was die soziale Problematik mittelfristig verstärken kann, sowie Probleme mit einseitigen Import-Export-Verhältnissen und im Umweltschutz (Mangel an entsprechenden Regelungen).
- Ein Sonderfall der Thematik ist die Maquila-Industrie in Lateinamerika. Sie hat beispielsweise den Norden Mexikos zu einer dynamischen Wirtschaftszone gemacht, hat aber schlechte Arbeitsbedingungen, soziale Spannungen und Umweltverschmutzung zur Folge.
- Die Einhaltung der Umweltstandards ist nicht immer gewährleistet.

## Bemühungen um eine Verbesserung für Beschäftigte
Viele Transnationale Unternehmen (TNU) sind inzwischen bemüht, bei ihren Lieferanten die Einhaltung von Sozialstandards durchzusetzen. Ein wesentlicher Grund ist die öffentliche Kritik an den katastrophalen Arbeitsbedingungen etwa in der Bekleidungsindustrie. Das schädigt den Ruf bei verantwortungsbewussten Käufern aus Hochlohnregionen, die sich nicht auf Kosten schlechtbezahlter Arbeiter bereichern wollen.
Allerdings kontrollieren nicht alle TNU die gesamte Zulieferkette. Die Clean Clothes Campaign hat eine Aktion gegen die Verletzung von Sozialstandards in Tchibo-Zulieferbetrieben in Bangladesch gestartet: Die Arbeitszeiten betragen dort bis zu 90 Stunden die Woche. Arbeiterinnen werden entlassen, wenn sie sich gewerkschaftlich organisieren wollen. Viele dieser Aktionen bleiben aber halbherzig, da den schlechten Arbeitsbedingungen in diesen Ländern Wettbewerbsvorteile bei den Kunden gegenüberstehen.
Somit ist das Kaufverhalten in den Hochlohnregionen ein wesentlicher Beitrag zur Ausgestaltung der Arbeitsbedingungen in Niedriglohnländern.
Bei den Verhandlungen um das United States Mexico Canada Agreement (USMCA-Abkommen) ging es in den USA in den Verhandlungen mit Mexiko ausdrücklich auch darum, Mexikos Niedriglohnvorteil durch strengere Regeln zum Arbeitsrecht einschließlich einer Überwachung durch unabhängige Experten zu begrenzen.

## Kritik
Zwar wird ein Teil des Lohnunterschieds durch eine höhere Kaufkraft in diesen Ländern aufgefangen, jedoch bezieht sich dieser überwiegend auf Dienstleistungen und vorwiegend lohnintensive Produkte, während sich Waren wie Medikamente bei vergleichbarer Qualität nur geringfügig im Preis unterscheiden. Billigeren Wohnungen stehen in diesen Ländern meist schlechte Wohnverhältnisse gegenüber. Zum Erwerb von Investitionsgütern müssen Arbeitnehmer eines Niedriglohnlandes ein Vielfaches an Arbeitszeit aufwenden.
Begleiterscheinungen der Niedriglöhne sind in diesen Ländern oft unsichere Arbeitsverhältnisse, mangelnde Hygiene und Arbeitssicherheit, eine fehlende soziale Absicherung und Kinderarbeit, da die Löhne der Eltern zum Unterhalt der Familien oft nicht ausreichend sind. Eine gewerkschaftliche Organisation ist in vielen dieser Länder mit hohen Risiken für die Arbeitnehmer verbunden, da sie von den Arbeitgebern systematisch behindert wird.